# Григоров, Василий Васильевич
Василий Васильевич Григоров (25 апреля 1860 — 1911) — русский генерал-лейтенант, начальник Оренбургского казачьего училища, губернатор Самаркандской области.

## Биография
Родился 25 апреля 1860 года, происходил из дворян Воронежской губернии. Начальное образование получил в Воронежской Михайловской военной гимназии, после чего 1 сентября 1876 года был зачислен в Николаевское кавалерийское училище. Выпущен 16 апреля 1878 года по 1-му разряду корнетом в 5-й уланский Литовский полк. 20 февраля 1880 года произведён в поручики.
В 1882 году успешно сдал вступительные экзамены в Николаевскую академию Генерального штаба, по окончании курса в которой по 1-му разряду в 1884 году был причислен к Генеральному штабу и назначен на службу в штаб Киевского военного округа, где с 18 ноября был обер-офицером для поручений. 25 марта того же года был произведён в штабс-ротмистры с переименованием в штабс-капитаны Генерального штаба. 29 марта 1885 года произведён в капитаны.
С 24 ноября 1888 года являлся штатным преподавателем Чугуевского пехотного юнкерского училища, с 27 июля 1892 года был штаб-офицером при управлении начальника 14-й местной бригады. 1 апреля 1890 года получил чин подполковника и 17 апреля 1894 года произведён в полковники.
24 февраля 1895 года Григоров был назначен начальником Оренбургского казачьего училища, а 1 апреля 1902 года — директором 2-го Оренбургского кадетского корпуса. 17 апреля 1902 года произведён в генерал-майоры и 13 апреля 1908 года — в генерал-лейтенанты.

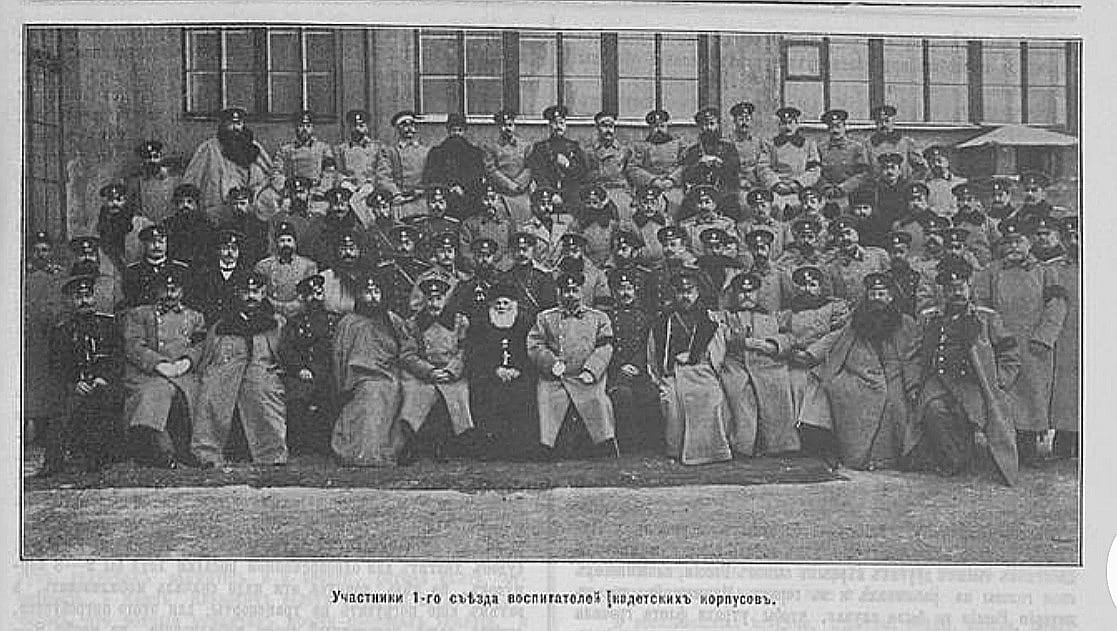
Первый ряд: А. И. Калишевский, Н. А. Хамин, Е. Е. Семашкевич, П. Н. Лазарев-Станищев, В. В. Римский-Корсаков, В. Э. Данкварт, В. А. Шильдер, Л. П. Войшин-Мурдас-Жилинский, Н. А. Радкевич, В. В. Григоров, Н. П. Попов, В. М. Кох. Второй ряд: Н. А. Зотов, М. Л. Салатко-Петрище, Н. Д. Казанцев, К. П. Сангайло, В. В. Цытович, М. А. Трубников, В. И. Греков, А. В. Полторацкий, Г. Ф. Гирс, А. Н. Зауервейд, Е. И. Глотов, А.Ф Вячеслов, И. И. Рыковский, Н. К. Михайловский, В. Д. Языков, А. Л. Вильке, Д. А. Агищев, Н. Н. Бахтин, А. Н. Антонов, Е. А. Заржецкий. Третий ряд: М. А. Угрюмов, Н. Г. Лукирский, В. В. Гаврилович, Ф. В. Гринев, Б. А. Вильбоа, В. П. Дзякович, И. А. Завадский, Г. Д. Дитерихс, М. И. Мягков, В. И. Попов-Азотов, Н. Л. Хитрин, В. О. Плошинский, А. С. Азарьев, Н. Д. Коптев, В. А. Муромцев, Ф. Н. Доннер, В. В. Смирнов, А. Д. Ромашкевич, Н. Н. Купчинский, М. А. Сафонов. Четвёртый ряд: К. К. Лютер, Н. С. Желязовский, В. С. Лавров, Б. А. Гартвиг, А. С. Манучаров, В. И. Бурков, Т. В. Львов, П. П. Шаховской, В. С. Яковлев, В. Д. Чемякин, П. П. Черепанов, И. Г. Денисов, В. В. Татаринов, Н. В. Петров. Санкт-Петербург. 1908 год

8 марта 1911 года назначен военным губернатором Самаркандской области с зачислением по армейской кавалерии.
Скончался осенью 1911 года, из списков исключён 26 октября.

## Награды
Среди прочих наград Григоров имел ордена:
- Орден Святого Станислава 3-й степени (1886 год)
- Орден Святой Анны 3-й степени (1891 год)
- Орден Святого Станислава 2-й степени (1898 год)
- Орден Святого Владимира 3-й степени (1905 год)
- Орден Святого Станислава 1-й степени (1907 год)